# Haliphron atlanticus
Haliphron atlanticus är en bläckfiskart som beskrevs av Japetus Steenstrup 1861. Haliphron atlanticus ingår i släktet Haliphron och familjen Alloposidae. Inga underarter finns listade i Catalogue of Life.
Arten kan bli upp till 3,5 meter lång. I normalfallet lever den på djupt vatten i Atlanten. Fram till 2025 hade den setts vid fem tillfällen i Skandinavien.

## Bildgalleri

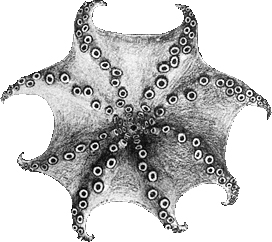
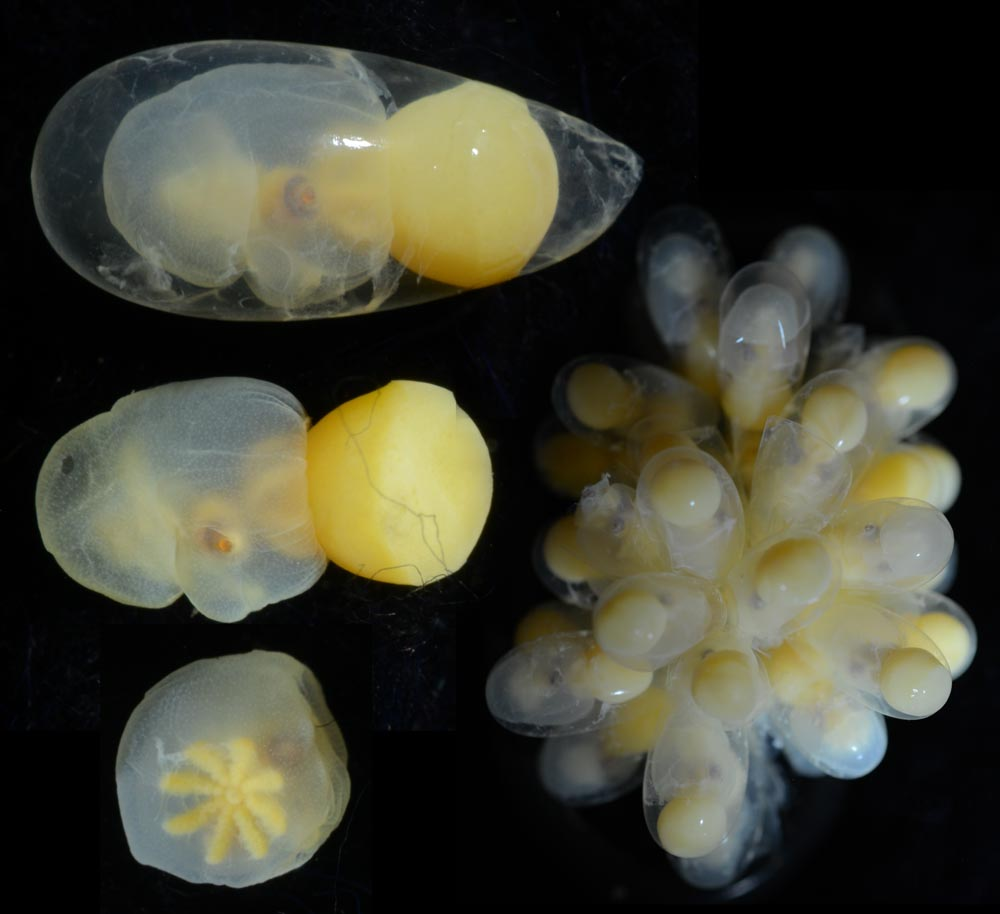
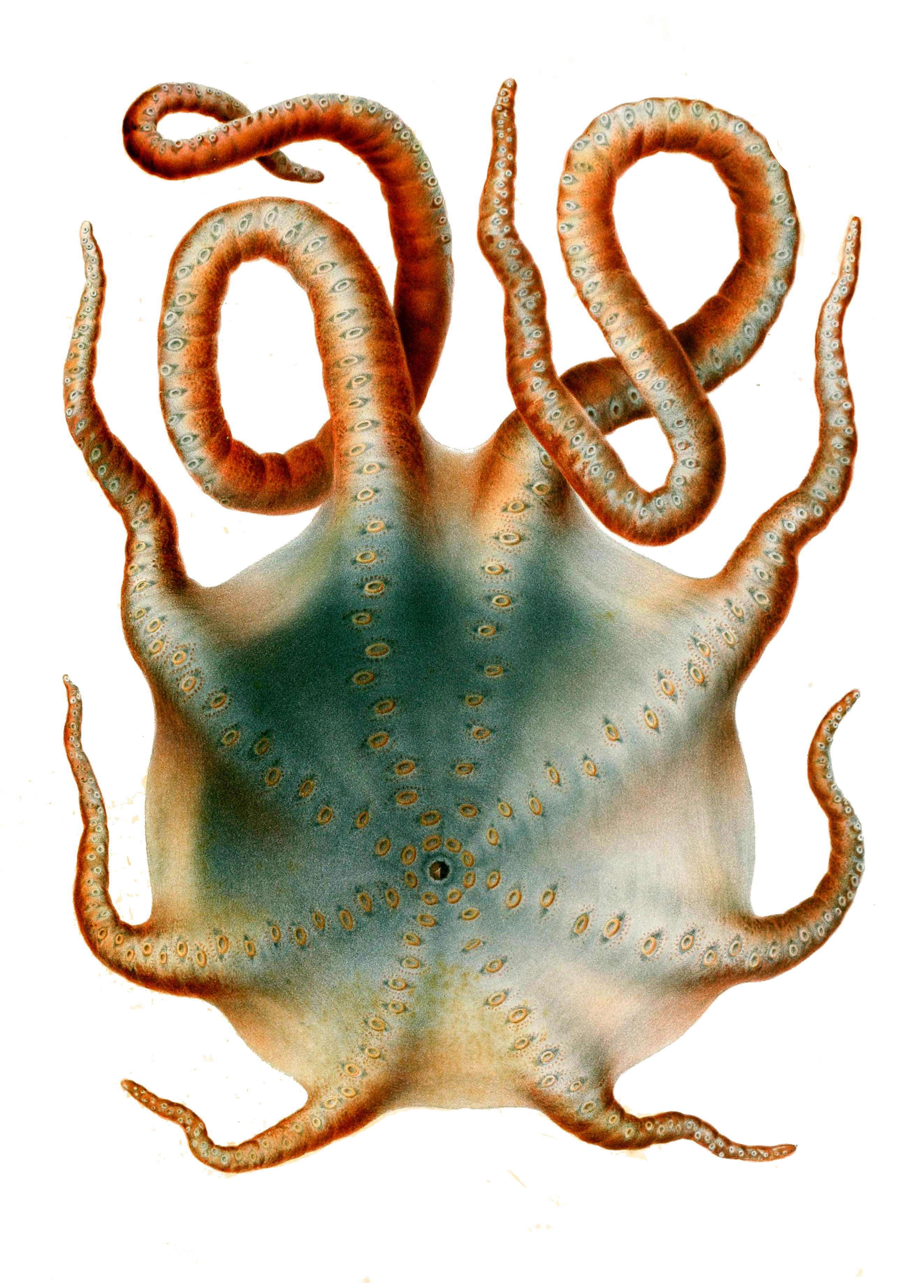
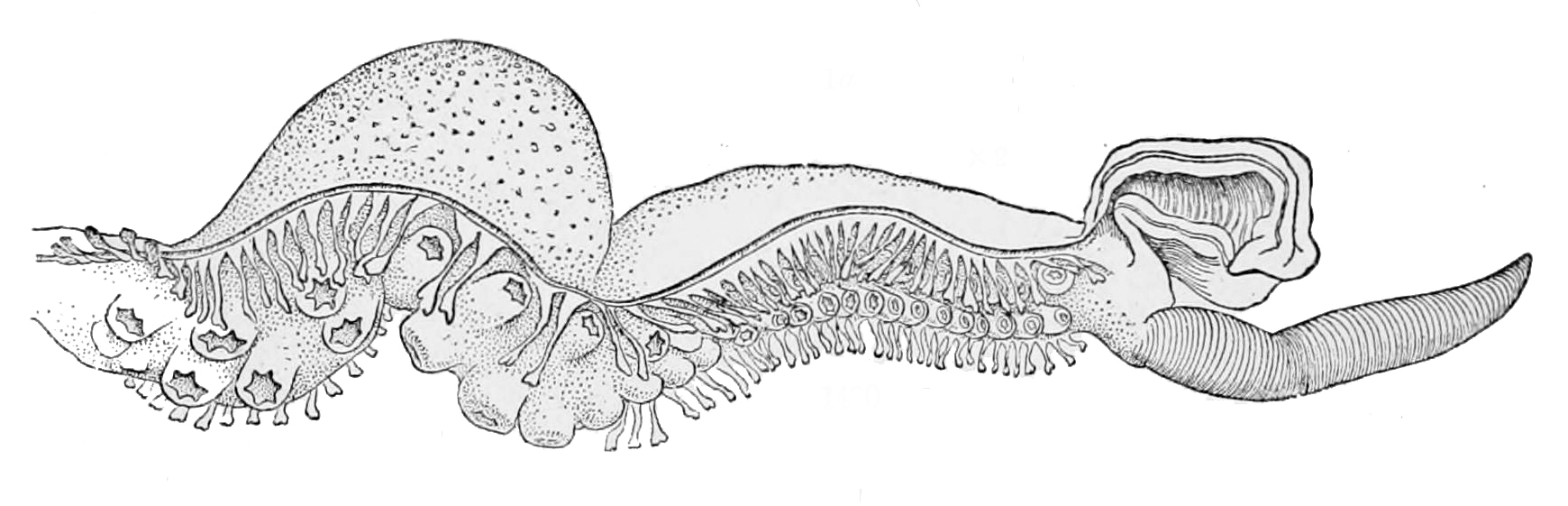
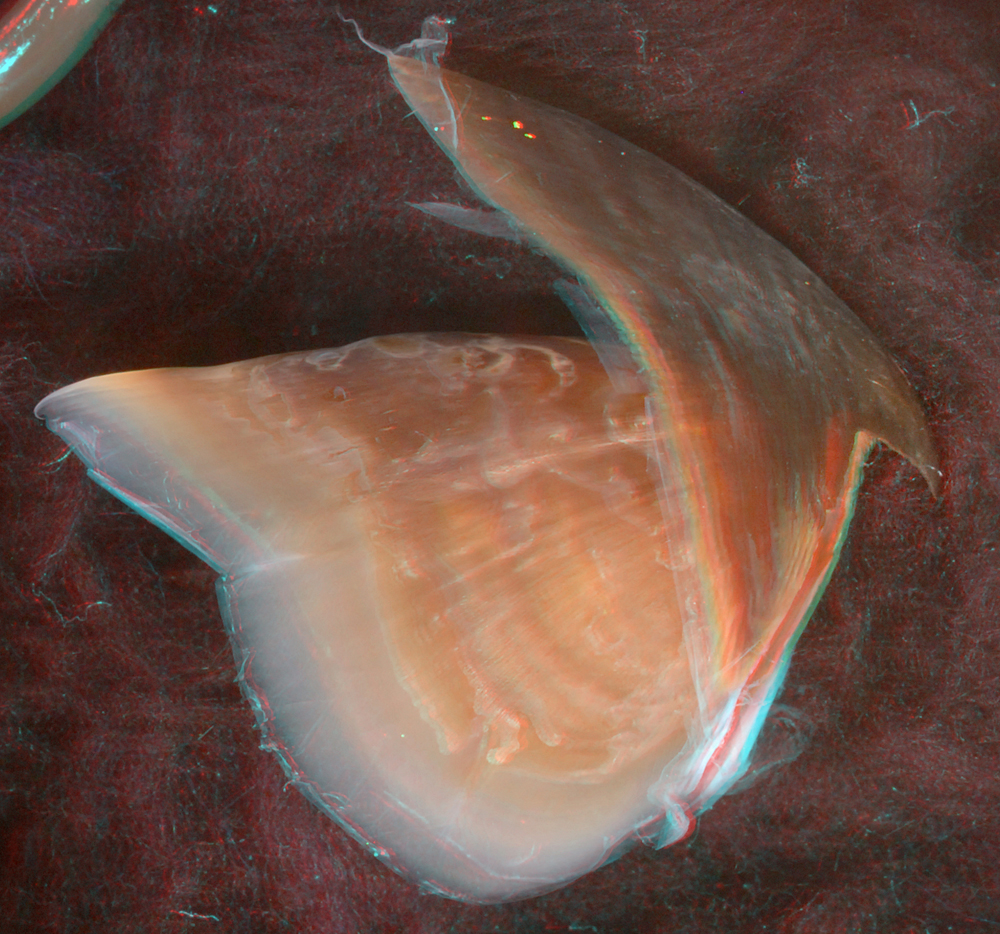
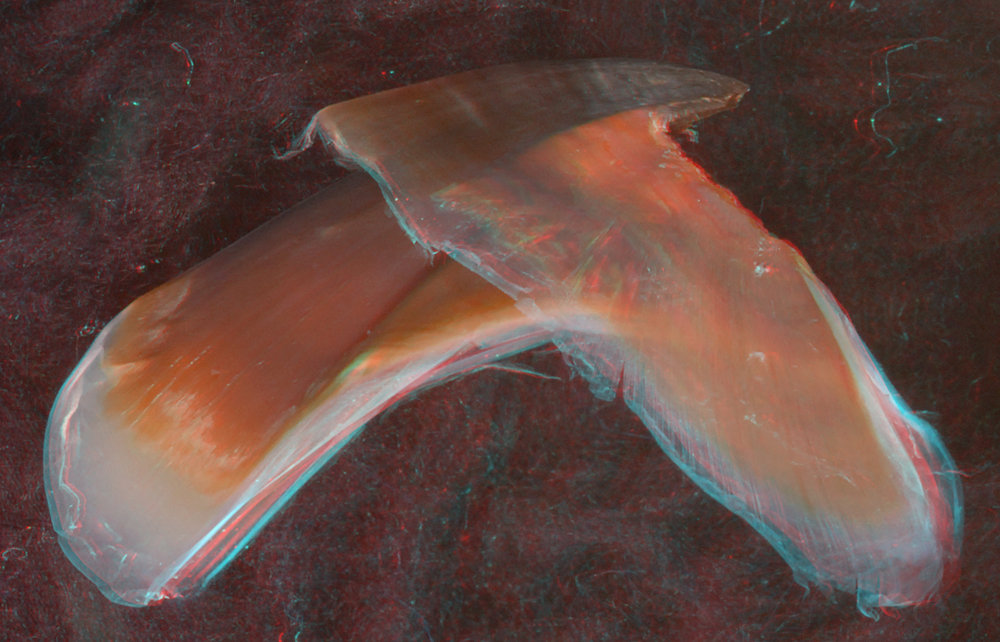